# Robert Whytlaw-Gray
Robert Whytlaw-Gray (* 1877 in London; † 1958 in Welwyn) war ein englischer Chemiker. 

## Leben
Gray studierte in Glasgow und am University College London. Während seiner Zeit in Glasgow verursachte er während einer Diazotierung eine Explosion, als er sich auf Geheiß von William Ramsay mit Saccharin und ähnlichen Substanzen beschäftigte, weshalb er in einem Krankenhaus behandelt werden musste. Danach beschäftigte er sich mit der exakten Bestimmung der Atommassen nach der Methode von Berthelot. Seine Promotion erlangte Gray 1906 bei Richard Anschütz an der Universität Bonn. Nach seiner Rückkehr ins Vereinigte Königreich beschäftigte er sich zusammen mit Ramsay und Frederick Soddy mit den physikalischen Eigenschaften des Edelgases Radon. Von 1914 bis 1923 lehrte er am Eton College, wurde dann zum Professor für Anorganische Chemie an der Universität Leeds. 1935 erhielt er den Liversidge Award der Royal Society of Chemistry. 1950 ging er in den Ruhestand und verstarb acht Jahre später in Welwyn.